# Ricaldone
Ricaldone är en ort och kommun i provinsen Alessandria i regionen Piemonte i Italien. Kommunen hade 647 invånare (2018).